# Mazda CX-5
Mazda CX-5  — компактний кросовер японської компанії Mazda, що дебютує на Франкфуртському автосалоні 2011 року, виробництво якого почалося 2012 року. Прототип даного авто був показаний на Женевському автосалоні 2011 року під назвою Mazda Minagi.

## Перше покоління (KE; 2012—2017)

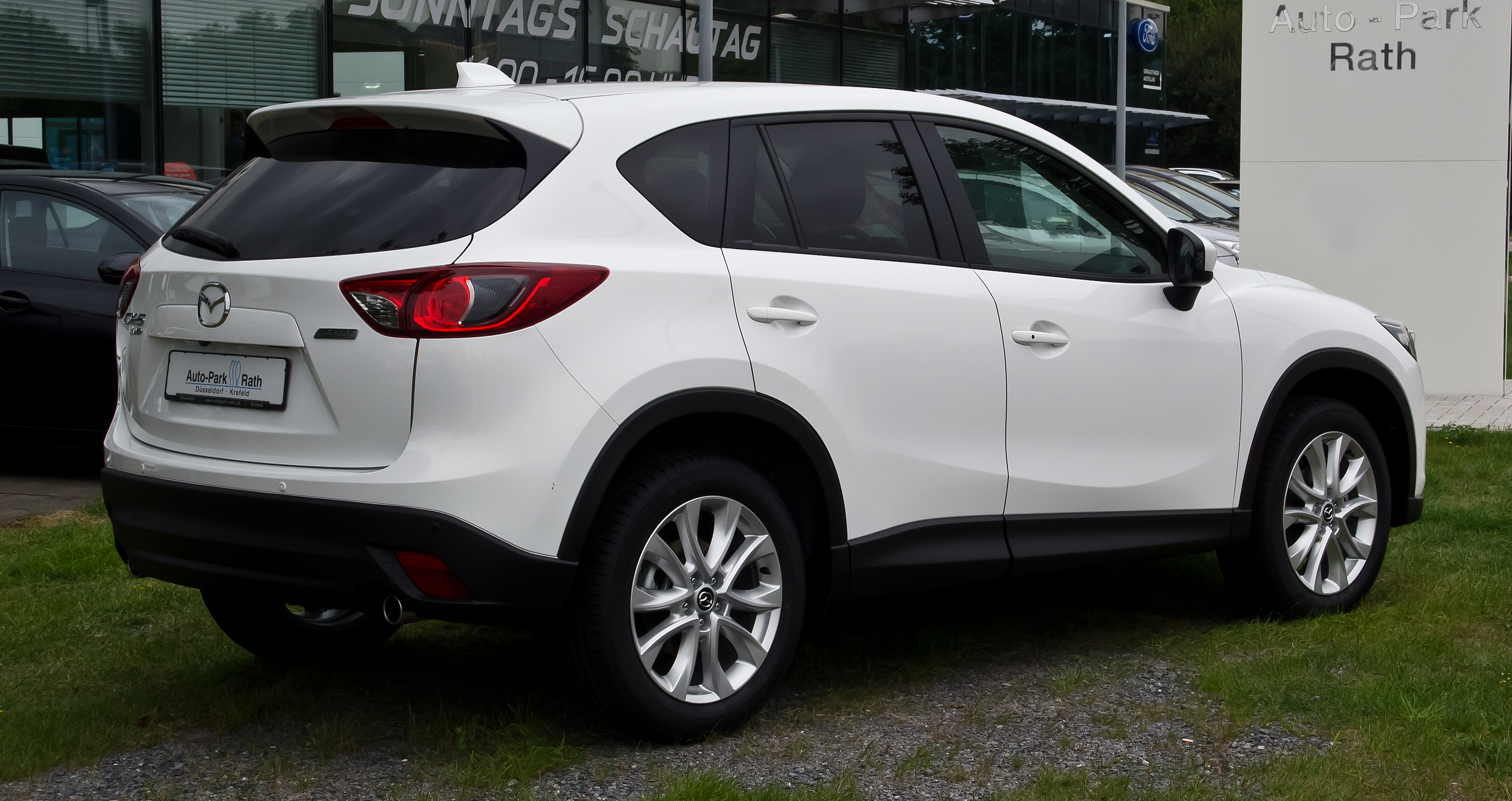
Mazda CX-5 (2012—2015)

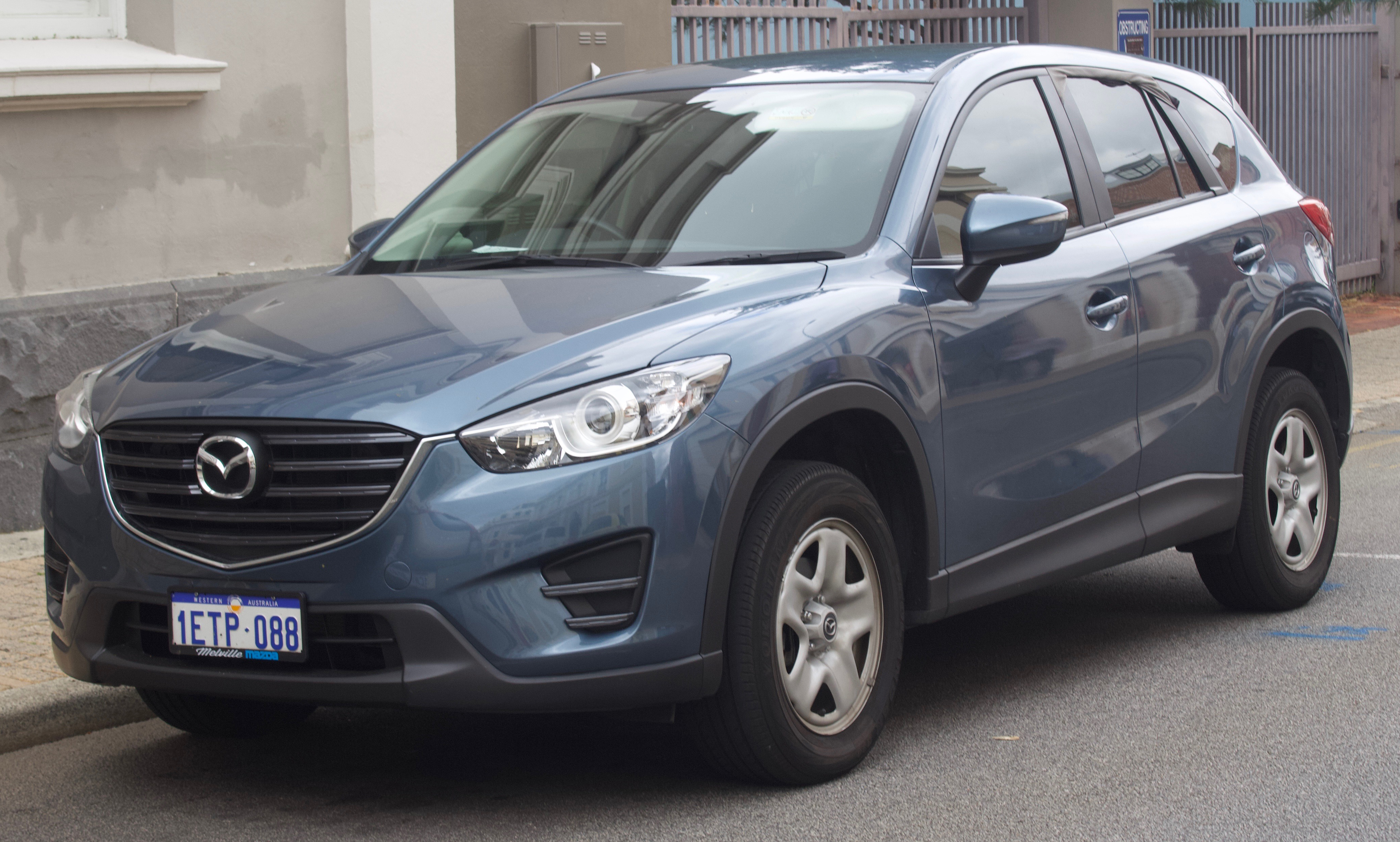
Mazda CX-5 (2015—2017)

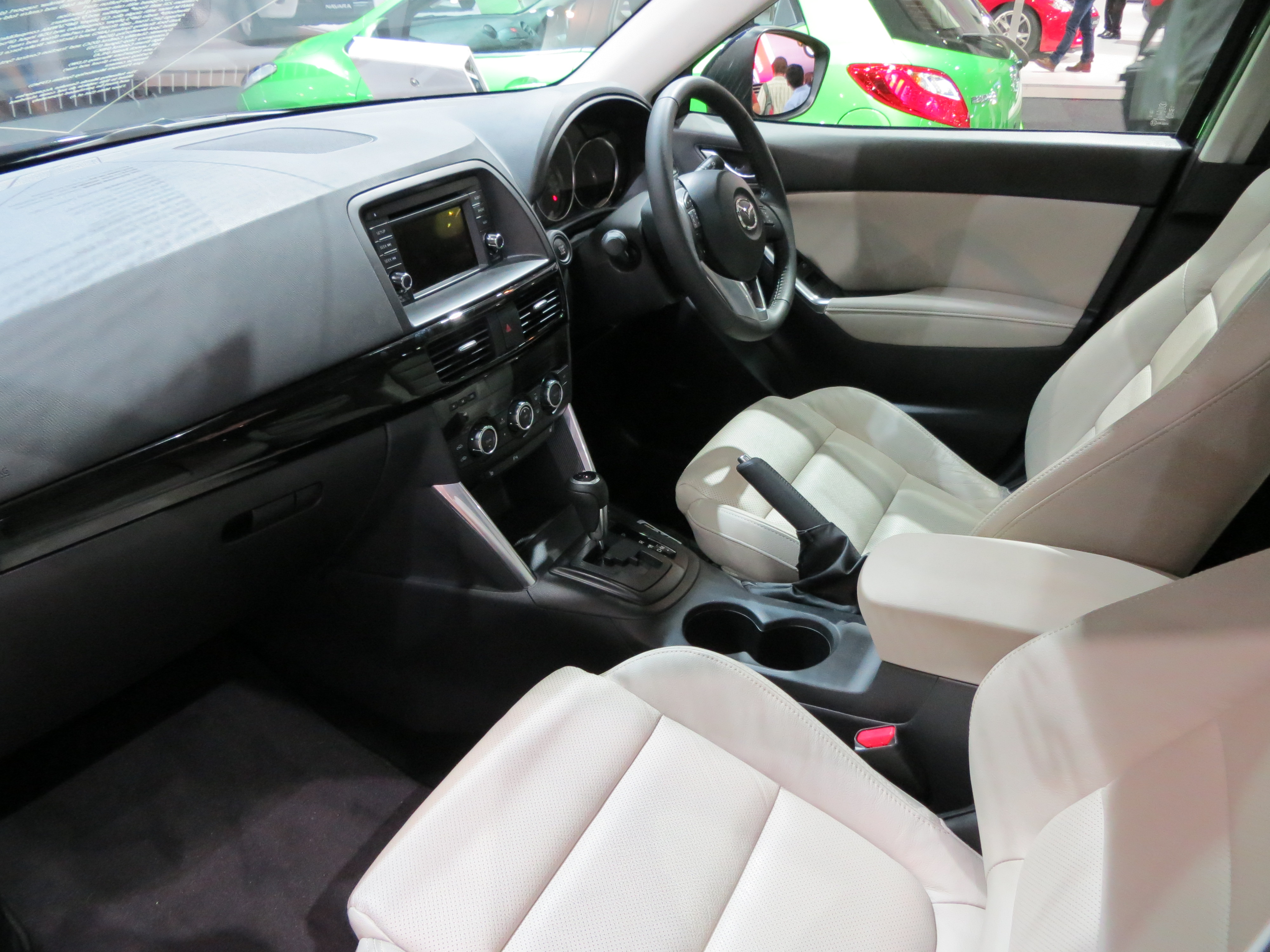
Салон Mazda CX-5

Компактний кросовер, побудований на новій модульній платформі Skyactiv, отримав екологічну моторну лінійку. Автомобіль пропонується з 2.0 літровим бензиновим двигуном з безпосереднім уприскуванням, потужністю 165 к.с., а також турбодизелем 2.2 із системою упорскування Common Rail, що розвиває 175 сил і 420 ньютон-метрів. На автомобіль встановлюють 6-ст. МКПП або 6-ст. АКПП, передній або повний привід.
Коефіцієнт лобового опору CX-5 становить 0,33.
У базову комплектацію кросовера включені системи ABS і ESP, шість подушок безпеки, кондиціонер, електропакет, аудіосистема з підтримкою MP3, датчики тиску в шинах. За додаткову плату можна отримати, круїз-контроль, кнопка запуску двигуна, Hands free, парктроник з камерою заднього виду та інше обладнання.

### Рестайлінг
Нова Mazda CX-5 була представлена у 2014 році на автосалоні в Лос-Анджелесі. Серед змін: нова решітка радіатора, нові бічні дзеркала, нові колісні диски, а також поліпшена шумоізоляція колісних арок і моторного відсіку. З'явилася нова інформаційно-розважальна система MZD Connect і спортивний режим для 6-ступінчастої автоматичної коробки передач, з'явилося електронне гальмо стоянки, видозмінився клімат-контроль і центральний тунель. Також як опція з'явилися світлодіодні фари, світлодіодні протитуманні фари і нові задні ліхтарі. Варіанти двигунів залишилися колишніми.
У 2016 році, усі моделі, окрім базової з механічною коробкою, отримали потужніший 2.5-літровий чотирициліндровий двигун як стандартний. Компактний позашляховик, також, був оснащений електричними гальмами для паркування, більшим 7-дюймовим сенсорним екраном, новими засобами контролю на центральній консолі та оновленою решіткою радіатора. Автомобілі з автоматичною коробкою передач мають спортивний режим управління.

### Двигуни
| Модель           | Об'єм    | Потужність | Крутний момент | Роки випуску |
| ---------------- | -------- | ---------- | -------------- | ------------ |
| Бензинові        |          |            |                |              |
| 2.0 л Skyactiv-G | 1998 см³ | 150 к.с.   | 208 Нм         | з 2012       |
| 2.0 л Skyactiv-G | 1998 см³ | 165 к.с.   | 210 Нм         | з 2012       |
| 2.5 л Skyactiv-G | 2488 см³ | 192 к.с.   | 256 Нм         | з 2015       |
| Дизельні         |          |            |                |              |
| 2.2 л Skyactiv-D | 2184 см³ | 149 к.с.   | 380 Нм         | з 2012       |
| 2.2 л Skyactiv-D | 2184 см³ | 175 к.с.   | 420 Нм         | з 2012       |

## Друге покоління (KF; 2016—2025)

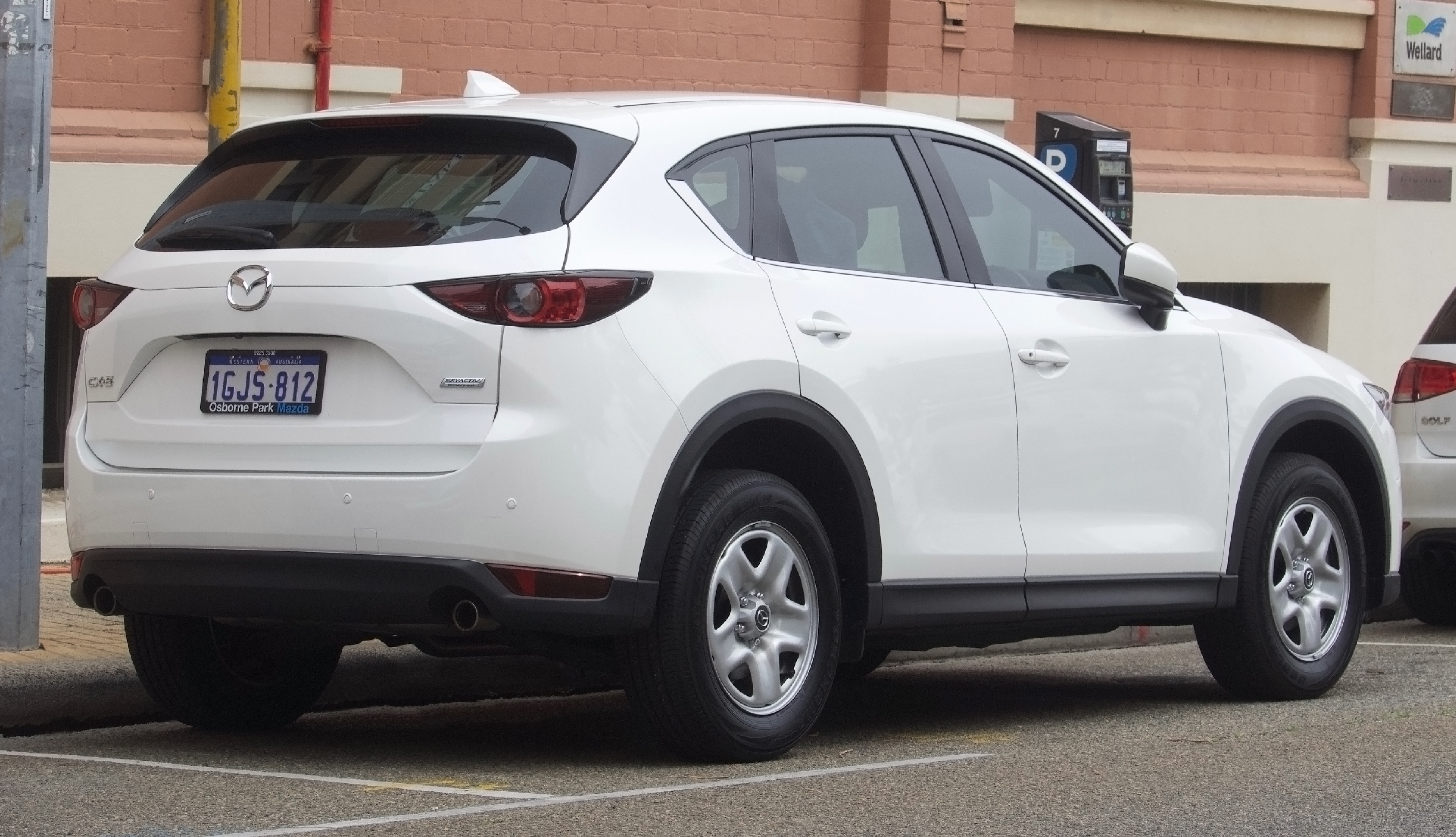
Mazda CX-5 ІІ (2017-2023)

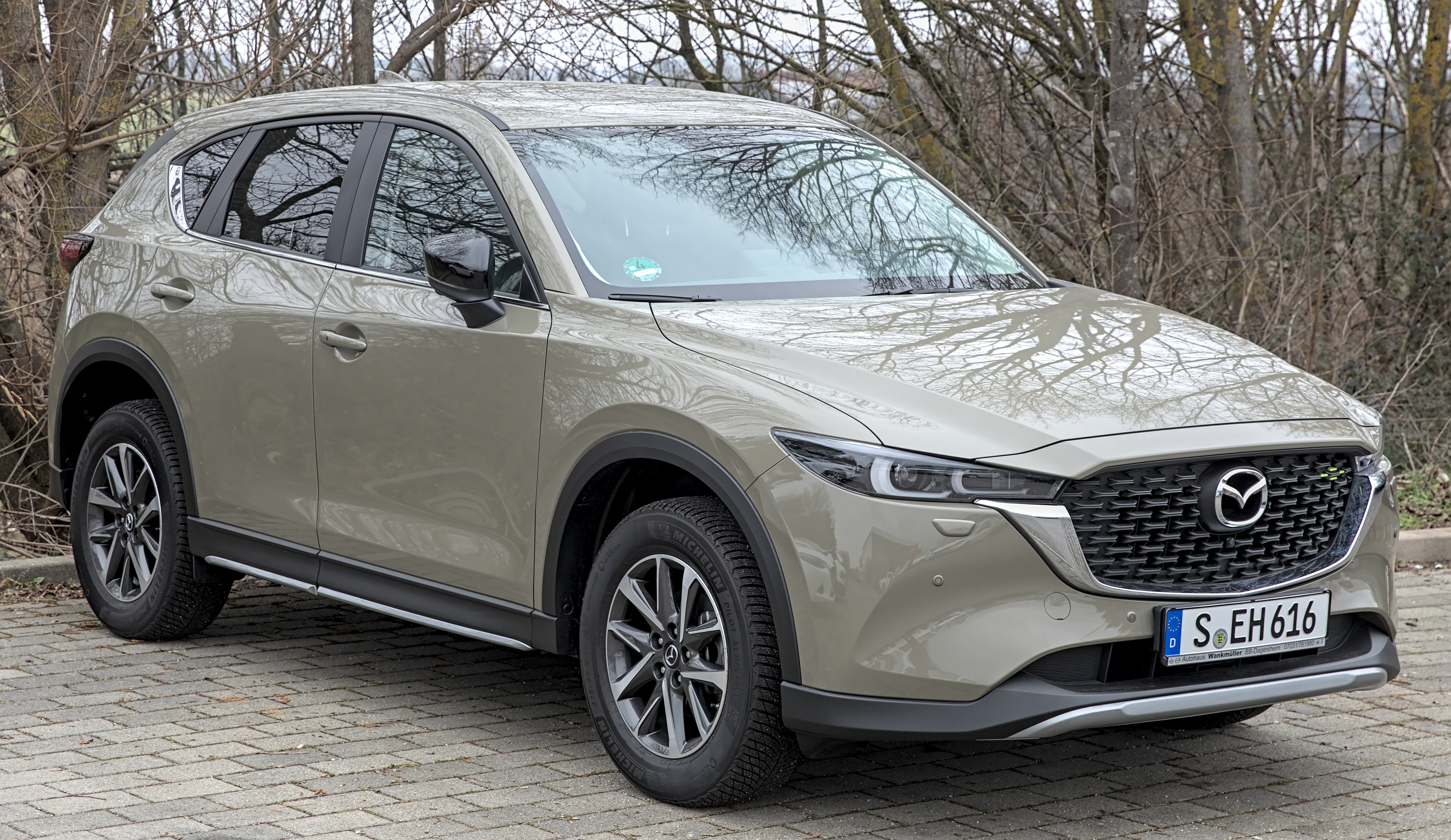
Mazda CX-5 ІІ (2023-2025)

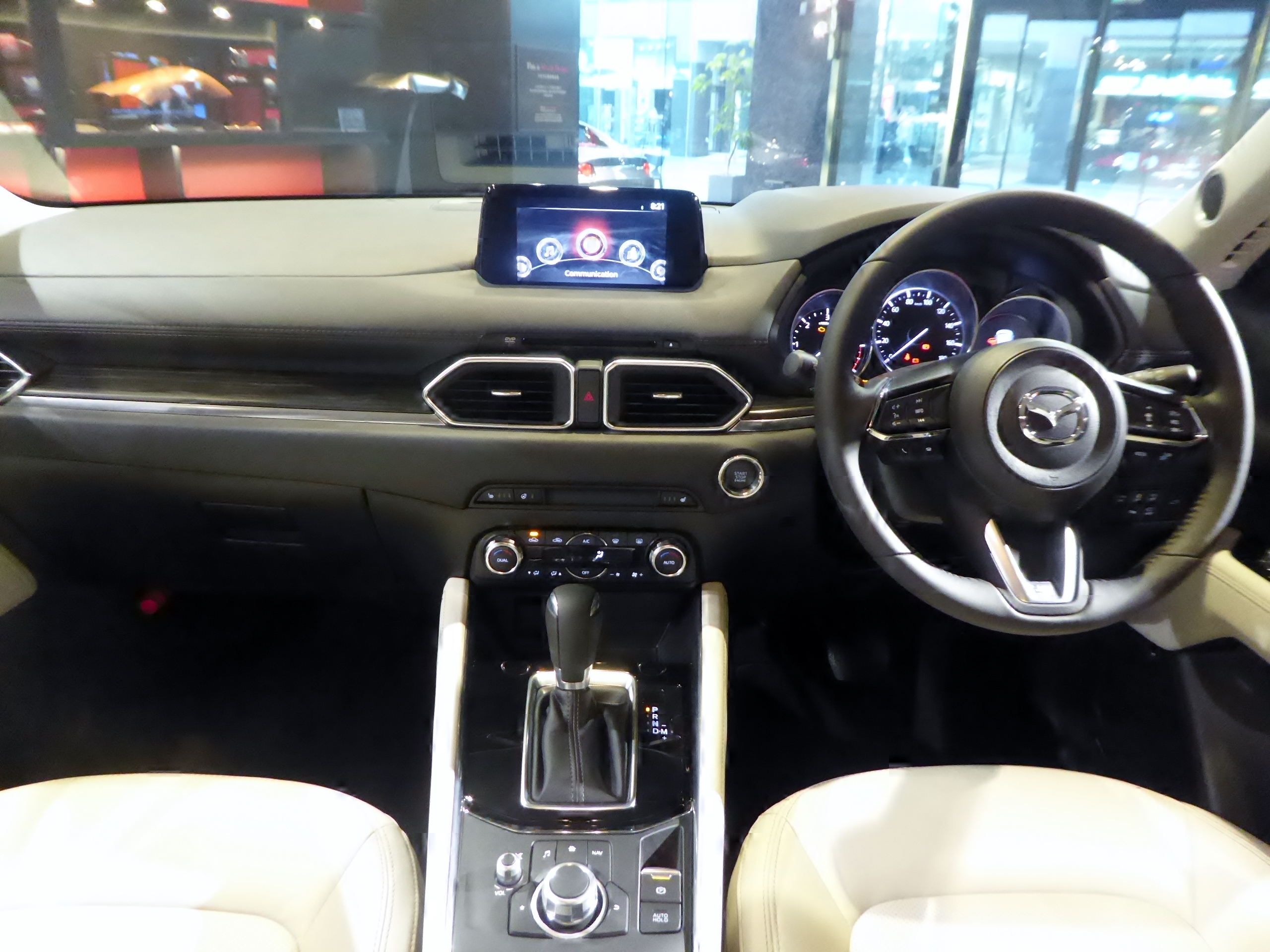
Салон Mazda CX-5 ІІ

15 листопада 2016 року на автосалоні в Лос-Анджелесі дебютувало друге покоління Mazda CX-5. Продажі почалися в 2017 році.
Як і попередник автомобіль збудовано на платформі Skyactiv та отримав бензинові двигуни 2.0 л Skyactiv-G та 2.5 л Skyactiv-G та турбодизель 2.2 л Skyactiv-D. На автомобіль встановлюють 6-ст. МКПП або 6-ст. АКПП, передній або повний привід.
Над автомобілем була проведена глибока робота дизайнерів та інженерів для поліпшення зовнішнього вигляду, підвищення якості матеріалів і збірки, а також розширення списку додаткового устаткування. Серед головних удосконалень варто відзначити інше рульове колесо (від Mazda CX-9) і перекочував на самий верх центральної консолі, сенсорний 7-дюймовий екран інформаційно-розважальної системи, традиційно підтримує ОС Android і на iOS. За безпеку відтепер відповідає вдосконалений комплекс i-Activsense, здатний підлаштуватися під будь-який стиль водіння.
Об'єм багажника складає477 літрів — середній показник в класі. Збільшити цю цифру можна, склавши задню спинку в пропорції 40:40:20, в результаті отримуємо 1620 літрів.
Нова Mazda CX-5 випускається в п'яти варіантах: Sport, Touring, Grand Touring, Grand Touring Reserve і Signature. В 2020 році стандартними в базовій комплектації Mazda CX-5 стали функції допомоги водієві: камера заднього виду, адаптивний круїз-контроль, попередження про виїзд зі смуги руху, допомога в утриманні смуги руху, моніторинг сліпих зон, попередження при перехресному русі ззаду, попередження при лобовому зіткненні, виявлення пішоходів і автоматичне екстрене гальмування на низькій швидкості. За додаткову плату доступні: система розпізнавання дорожніх знаків, система паркувальних камер з об'ємним оглядом, передній і задній парктроніки.
У 2021 році Mazda зробила Android Auto, Apple CarPlay, дисплей діагоналлю 10,25 дюймів стандартними для CX-5. В лінійці комплектацій кросовера з'явилась версія Carbon Edition.
У 2024 році дебютувала версія Mazda CX-5 2.5 Carbon Turbo в кольорі Zircon Sand або Rhodium White з темними елементами кузова.
В Україні модель представлена у чотирьох комплектаціях з 2-літровим та 2,5-літровим бензиновими двигунами.

### Mazda CX-8

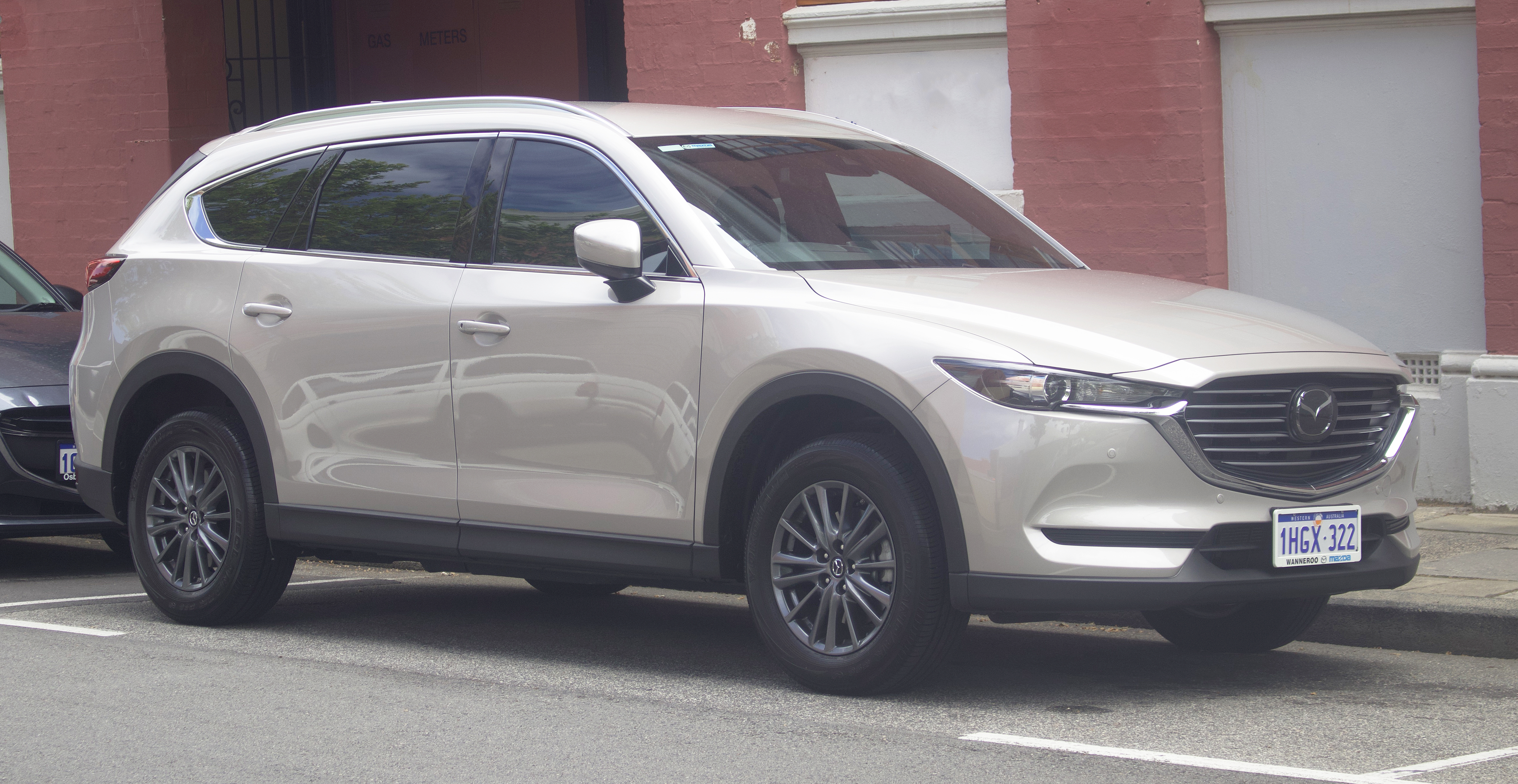
Mazda CX-8

На автосалоні в Токіо восени 2017 року представили Mazda CX-8, що є довгобазною версією Mazda CX-5. Автомобіль довжиною 4,9 м продається в Японії з дизельним двигуном 2.2 л Skyactiv-D потужністю 190 к.с.

### Двигуни
| Модель           | Об'єм    | Потужність | Крутний момент | Роки випуску |
| ---------------- | -------- | ---------- | -------------- | ------------ |
| Бензинові        |          |            |                |              |
| 2.0 л Skyactiv-G | 1998 см³ | 165 к.с.   | 210 Нм         | з 2017       |
| 2.5 л Skyactiv-G | 2488 см³ | 194 к.с.   | 258 Нм         | з 2017       |
| 2.5T Skyactiv-G  | 2488 см³ | 230 к.с.   | 420 Нм         | з 2018       |
| Дизельні         |          |            |                |              |
| 2.2 л Skyactiv-D | 2184 см³ | 150 к.с.   | 380 Нм         | з 2017       |
| 2.2 л Skyactiv-D | 2184 см³ | 175 к.с.   | 420 Нм         | з 2017       |

## Третє покоління (KI; з 2025)
Офіційна прем'єра Mazda CX-5 третього покоління відбулася 10 липня 2025 року в рамках Japan Mobility Show. На старті продажів модель отримала атмосферний  двигун e-Skyactiv G 2.5 у конфігурації м'якого гібрида (MHEV) з потужністю 140 к.с. і крутним моментом 238 Н·м. Агрегат уже відповідає екологічному стандарту Euro 6, що важливо для відповідності ринку ЄС та ряду країн Азії.

### Двигуни
- 2.5 L Skyactiv-G PY-VPS I4 187 к.с. 251 Н·м
- 2.5 L Skyactiv-G PY-VPS I4 mild hybrid

## Продажі
| Рік  | Всього продано в США |
| ---- | -------------------- |
| 2012 | 43,319               |
| 2013 | 79,544               |
| 2014 | 99,122               |
| 2015 | 111,450              |
| 2016 | 112,235              |